# Marta Kristen
Birgit Annalisa Rusanen, más conocida por su nombre artístico de Marta Kristen (n. 26 de febrero de 1945 en Oslo, Noruega), es una actriz estadounidense de origen noruego, recordada especialmente por su papel de Judy Robinson en la serie original de Perdidos en el espacio (1965 - 1968).

## Biografía
Kristen nació Birgit Annalisa Rusanen en Oslo, Noruega, de madre finlandesa y padre soldado alemán que murió durante la Segunda Guerra Mundial. Pasó sus primeros años en un orfanato en Noruega y luego fue adoptada en 1949 por una pareja estadounidense de Detroit, Míchigan, Harold Oliver Soderquist, y Bertha, quien la rebautizó como Martha Annalise Soderquist. Su padre adoptivo fue profesor de educación en la Universidad Wayne, Detroit. Marta también tiene un hermano adoptivo que sus padres adoptaron más tarde.
En 1959, Kristen se mudó a Los Ángeles, California, cuando su padre estaba de año sabático. Permaneció allí, con un tutor, y se graduó de Santa Monica High School. Conocida sobre todo por su papel como Judy Robinson en la serie de televisión Perdidos en el espacio (Lost in Space), así como en la película homónima.

## Carrera
Como reflejo de su herencia escandinava, adoptó «Marta» con un sonido más europeo y utilizó a Marta Kristen como nombre artístico. Apareció por primera vez en un episodio de 1961 de Alfred Hitchcock Presents Bang! You're Dead, junto a Billy Mumy, quien más tarde coprotagonizó con Kristen Lost in Space . Su primer papel cinematográfico exitoso fue el de Lorelei en la película de 1965 Beach Blanket Bingo. Más tarde protagonizó Lost in Space e hizo numerosas apariciones como invitada en programas de televisión. Cuando su hija nació, en 1969, comenzó a hacer comerciales de televisión y finalmente apareció en más de cuarenta. También apareció ocasionalmente en películas como Terminal Island (1973), Once in (1974), que aparece como una 'Humanity' con los pechos desnudos, y la película de ciencia ficción de culto Battle Beyond the Stars (1980); y tuvo un cameo en la película Lost in Space, de 1998. También apareció en la biografía de A&E Jonathan Harris, Never Fear, Smith Is Here en 2002. Kristen también proporcionó trabajo de voz para el cortometraje animado de 2009 The Bolt Who Screwed Christmas, que también incluyó el trabajo de voz de sus coprotagonistas de Lost in Space Harris, Mumy y Angela Cartwright .

## Vida personal
Kristen estuvo casada dos veces. Su primer matrimonio fue con Terry Treadwell, un psicólogo, entre 1964 y 1973, con quien tuvo una hija llamada Lora Alison Treadwell. Conoció a su segundo marido, Kevin P. Kane, en 1974 y se casaron el 18 de noviembre de 1978. Su marido y ella vivían en Santa Mónica, California, con dos perros de rescate.
En mayo de 2016, Kristen anunció en su página de Facebook que su esposo Kevin Kane había muerto.